# رودولف سكاتسيل

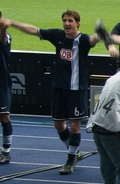
رودولف سكاتسيل

رودولف سكاتسيل (بالتشيكية: Rudolf Skácel)‏ ، من مواليد 17 يوليو 1979 في ترتنوف في تشيكوسلوفاكيا ، لاعب كرة قدم تشيكي.
يلعب مع نادي هيرتا برلين الألماني منذ عام 2008.
بدأ باللعب مع منتخب التشيك لكرة القدم في عام 2003.

## روابط خارجية
- رودولف سكاتسيل على موقع الاتحاد الدولي (مؤرشف)  (الإنجليزية)
- رودولف سكاتسيل على موقع الاتحاد التشيكي (الإنجليزية)
- رودولف سكاتسيل على موقع رابطة كرة القدم الفرنسية للمحترفين (الإنجليزية)
- رودولف سكاتسيل على موقع قاعدة بيانات كرة القدم.إي يو (الإنجليزية)
- رودولف سكاتسيل على موقع بيانات كرة القدم. دي إي (الألمانية)
- رودولف سكاتسيل على موقع ناشيونال فوتبول تيمز (الإنجليزية)
- رودولف سكاتسيل على موقع Soccerbase.com (لاعب) (الإنجليزية)
- رودولف سكاتسيل على موقع Soccerway.com (الإنجليزية)
- رودولف سكاتسيل على موقع عالم كرة القدم.نت (الإنجليزية)